# 宇宙船コスモキャリア
『宇宙船コスモキャリア』（うちゅうせんコスモキャリア）は、1987年11月6日にジャレコより発売のファミリーコンピュータ用シミュレーションゲーム。

## ゲーム内容
敵の要塞「バトルスター」を破壊するため、惑星間を移動し惑星や衛星に隠されている6つの光子ミサイルのパーツを集めるシミュレーションゲーム。宇宙船コスモキャリアにて宇宙で情報を集めるパートと、コマンドスーツと呼ばれるロボットに乗り込み星へ上陸して探索するパートの2つからなる。
宇宙パートではカーソルを動かし、それで目標物を捉え様々なコマンドを実行していくことでゲームが進行する。主に他の機体との交信による情報収集、集めた情報をもとにコマンドスーツを星に上陸させる、武器を使って敵機と交戦する、隣の惑星エリアにワープ移動する、などを行う。星には上陸地点の情報を得なければ上陸することはできない。また、自機にはレベルが存在し、それが一定のレベルに達していないと有益な情報を得る事ができない場合がある。
星に上陸して探索するパートでは、十字キーで自機であるコマンドスーツを移動させ、Aボタンを押すことで宇宙パートと同じようにカーソルが出現する。敵にカーソルを合わせて宇宙パートと同じくコマンドを実行することで、敵の情報を得たり攻撃を行うことができる。マップの最奥には敵基地があり、これを破壊すると光子ミサイルのパーツをはじめとする様々なアイテムを入手できる。
惑星間のワープを行う、攻撃を行う、シールドを張る、敵の攻撃を受けるなどをするとエネルギー(E)が減少、これが0になるとゲームオーバーとなる。また、敵の攻撃を受けると宇宙船やコマンドスーツの各部位が損傷することがある。地球に帰還することでエネルギーの補給や各部位の修理を行うことができる。その他、ゲーム中は常に日数が経過しており、ゲーム内時間で100日が経過し残り日数が0になった場合もゲームオーバーとなる。
ゲームの進行状況はパスワードで保存可能。地球に帰還した際、「キュウケイ」を選ぶことでパスワードが表示される。
光子ミサイルのパーツを全て入手し、バトルスターにそれを撃ち込み破壊することでエンディングとなる。
残りエネルギーを2000未満にしてクリアすると、通常とは異なるエンディングを見ることができる。

### 基本コマンド
MISSILE
ミサイル攻撃を行う。初期状態では威力を0P～16Pの間で任意に選択可能。ミサイルレベルのアップにより最大40Pまで上昇。攻撃装置が損傷すると使用不可となる。
BEAM
ビーム攻撃を行う。威力はレベル×4Pで固定である。攻撃装置が損傷すると使用不可となる。
SHIELD
シールドを張り敵の攻撃を一切受けつけなくする。ただし時間経過とともにエネルギーが減少する。シールドが損傷すると使用不可となる。
MOVE
ワープ：隣接した惑星エリアへ移動する。エネルギーを100消費。地球に帰還する際にも使用（地球帰還時にはエネルギーは消費しない）。
上陸：上陸地点にコマンドスーツを上陸させる。
アースウイング：地球エリアまで一気にワープする。使用するにはアイテムの入手が必要。エネルギーを100消費。実行するとアイテムはなくなる。
バトルスター：光子ミサイルのパーツを6つ全て集めた後に選択可能。バトルスターへと発進する。エネルギーを100消費。
帰艦：上陸・探索パートにてコマンドスーツが使用。上陸した星からコマンドスーツを帰艦させ、宇宙パートへと戻る。
COMMUNICATE
カーソルで捕捉した機体と交信をする。上陸地点などの情報を得るには必須のコマンド。味方機だけでなく敵機も有益な情報を持っている場合がある。通信システムが損傷すると実行不可となる。
COMPUTER
惑星 / 衛星 / 宇宙船 / メカ：カーソルで捕捉した惑星 / 衛星 / 宇宙船 / メカの情報やステータスを得る。
修理：自機の損傷を修理する。修理にはエネルギーが必要。
リペアー：エネルギーの使用無しに自機の損傷を修理する。使用するにはアイテムの入手が必要。実行するとアイテムはなくなる。
PARTS
バトルスターの破壊に必要な光子ミサイルのパーツの入手状況を見る。
STATE
自機のステータス、損傷状況を見る。

### アイテム
本作に登場するアイテムを記述する。
- 光子ミサイルの6つのパーツ - 光子ミサイルのパーツ。全部で6つある。これを集めることがゲームの目的となる。上陸・探索パートで敵基地を破壊すると手に入ることがある。
- レベルアップパーツ - レベルがアップする。また、同時にエネルギーの最大値が500増える。レベルは最大で8、エネルギー容量の最大値は4,000となる。上陸・探索パートで敵基地を破壊すると手に入ることがある。
- ミサイルアップ - ミサイルエネルギー容量がアップする。最大40Pまで上昇。上陸・探索パートで敵基地を破壊すると手に入ることがある。
- 全方位通信 - 太陽系外より、ゲーム中のヒントデータが送られてくる。上陸・探索パートで特定の雑魚敵が落とす。
- アースウィング - 地球まで1回のワープで戻れる。MOVEコマンドで使用。2つ以上持てず、使用するとなくなる。上陸・探索パートで特定の雑魚敵が落とす。
- リペアーパーツ - エネルギーの消費なしに全ての部位を修理できる。COMPUTERコマンドで使用。2つ以上持てず、使用するとなくなる。上陸・探索パートで特定の雑魚敵が落とす。
- エネルギーアップ - エネルギーが回復する。上陸・探索パートで雑魚敵が落とす。

## 設定

### ストーリー
1999年、月はその軌道を離れ、地球に異常接近。そして時を同じくして太陽系内に謎の宇宙船団が飛来、冥王星の外側に機械でできた惑星「バトルスター」が出現した。
月の異常接近はこのバトルスターの仕業だと判明、そして月は約3か月後に地球に激突、人類は滅亡してしまうこともわかる。
だがその時、謎の宇宙船団は太陽系の中で強大な破壊力を持つ超兵器、光子ミサイルをつくっているという情報が入る。そのミサイルを逆にバトルスターに撃ち込めば、バトルスターを破壊できる。
防衛軍は完成したばかりの宇宙船、コスモキャリアを急遽発進させることを決定、コスモキャリアには100日までの間に謎の超兵器である光子ミサイルを発見しバトルスターを破壊するという任務が課せられた。

### 舞台
月（地球）
ベッセル高原
火星
カシウス大地
ウトピア大地
イオ（木星）
テティス平原
ダナエー平原
タイタン（土星）
アテイナ盆地
サテロス盆地
ネメス盆地
ミランダ（天王星）
ヘクトール境地
ピュロス境地
レルネー境地
トリトン（海王星）
テーセウス境地
アッティカ境地
ヒュドラ境地
冥王星
アルテミス大地
イーデー大地
リカーヌ大地
ヘスペリス大地
バトルスター

## 登場キャラクター

### 宇宙船
コスモキャリア
プレイヤーの操る宇宙船。3機のコマンドスーツを搭載している。

### コマンドスーツ
人間が乗り込み操縦する、身長18mもの巨大な人型ロボット。人間が直接着て動かす強化服（パワードスーツ）から発展してできたメカのため、スーツと呼ばれている。高重力、または超低温の星では対応したコマンドスーツを上陸させないと、送り出したコマンドスーツが失われてしまう（地球に帰還すると再び使用できるようになる）。
グラビティ
- 耐重力性能 - 5Gまで
- 耐低温性能 - -200℃まで
- 最高速度 - 時速75km

コスモキャリアに搭載されているコマンドスーツの1機。高重力対応型。動きは遅いがタイタンを行動可能な唯一の機体。
ブリザード
- 耐重力性能 - 2Gまで
- 耐低温性能 - -270℃まで
- 最高速度 - 時速90km

コスモキャリアに搭載されているコマンドスーツの1機。寒冷地対応型。冥王星を行動可能な唯一の機体。
フィールド
- 耐重力性能 - 2Gまで
- 耐低温性能 - -200℃まで
- 最高速度 - 時速220km

コスモキャリアに搭載されているコマンドスーツの1機。高機動偵察型。3機の中で最も移動スピードに優れる。

## 評価
ゲーム誌『ファミコン通信』の「クロスレビュー」では合計21点（満40点）、『ファミリーコンピュータMagazine』の1991年5月10日号特別付録「ファミコンロムカセット オールカタログ」では、「『コマンド』がいまいちよくわからない。ある程度慣れが必要」と紹介されている。